# Belisario Domínguez, Tecpatán
Belisario Domínguez är en ort i Mexiko.   Den ligger i kommunen Tecpatán och delstaten Chiapas, i den sydöstra delen av landet, 600 km öster om huvudstaden Mexico City. Belisario Domínguez ligger 204 meter över havet och antalet invånare är 444. Den ligger vid sjön Presa Nezahualcoyotl.
Terrängen runt Belisario Domínguez är kuperad norrut, men söderut är den platt. Runt Belisario Domínguez är det ganska glesbefolkat, med 42 invånare per kvadratkilometer. Närmaste större samhälle är Raudales Malpaso, 1,8 km sydost om Belisario Domínguez. I omgivningarna runt Belisario Domínguez växer huvudsakligen savannskog.